# 1318 en Angleterre
Chronologie de l'Angleterre
- 1314
- 1315
- 1316
- 1317
- 1318
- 1319
- 1320
- 1321
- 1322

Cette page concerne l'année 1318 du calendrier julien.

## Naissances en 1318
- 18 juin : Aliénor de Woodstock, duchesse consort de Gueldre
- Date inconnue : 
  - Marguerite Audley, 2e baronne Audley
  - Élisabeth Damory, baronne Bardolf
  - Isabelle de Beaumont, duchesse de Lancastre
  - Éléonore de Lancastre, comtesse d'Arundel
  - John de Lisle, 2e baron Lisle
  - Michael de Poynings, 1er baron Poynings

## Décès en 1318
- 14 février : Marguerite de France, reine consort d'Angleterre
- 24 août : Richard Newport, évêque de Londres
- Date inconnue : 
  - Llywelyn Bren, noble et rebelle
  - John Deydras, prétendant au trône et clerc
  - Gilbert Middleton, chevalier et rebelle